# ナチ・ハンター
ナチ・ハンター（英語: Nazi hunter; フランス語: chasseur de nazis、ナチス戦犯追及者）とは、ホロコーストに関与した元ナチス党員、元親衛隊隊員、元対独協力者らに関する情報を収集・分析し、これに基づいて戦争犯罪・人道に対する罪を追及し、裁判による正義の実現を求める活動家。主なナチ・ハンターとして、サイモン・ヴィーゼンタール、ベアテ・クラルスフェルトとセルジュ・クラルスフェルトの夫妻、トゥビア・フリードマン、イアン・セイヤー、ヤーロン・スヴォレイ、エリオット・ウェルズ、エフライム・ズロフ(サイモン・ウィーゼンタール・センター所長) が挙げられる。

## 語義・経緯
第二次世界大戦後、ナチス・ドイツによる戦争犯罪を裁くニュルンベルク裁判 (1945 - 1946) およびニュルンベルク継続裁判 (1946 - 1949) により、多くの国民社会主義ドイツ労働者党（ナチス）党員や親衛隊隊員が死刑や懲役に処されたが、一方で、ペーパークリップ作戦等の一環として、アメリカ合衆国に連行されたヴェルナー・フォン・ブラウンらのドイツ人科学者、アメリカ軍情報機関への協力と引き換えに戦犯追及を免れたラインハルト・ゲーレンなどは、有罪判決を受けることがなかった。また、連合軍・ロシア軍の大規模な捜索にもかかわらず、オデッサなど逃亡支援組織、ラットラインなどの逃亡経路により、南アメリカや中東に逃れた元ナチス党員も多かった。
このような元ナチス党員・元親衛隊隊員らに関する情報を収集し、戦争犯罪を追及した活動家がナチ・ハンターであり、その活動は主に情報を収集・分析する「歴史家」としての活動（ホロコースト等に関する記録を保存する資料庫等の設立を含む）、戦犯者の居場所を突き止める「探偵」としての活動、さらにこうした情報に基づいて政府・司法当局に身柄引渡し要求を行うよう働きかけるなど、戦争犯罪・人道に対する罪を追及し、裁判による正義の実現を求める「ロビイスト」としての活動から成る。
なお、アンドリュー・ナゴルスキ著『隠れナチを探し出せ (The Nazi Hunter)』では、ダッハウ裁判でアメリカ軍の主席検事を務めたウィリアム・デンソン、アインザッツグルッペン裁判でアメリカ軍の主席検事を務めたベンジャミン・フェレンツ、アドルフ・アイヒマンを追い詰め、フランクフルト・アウシュヴィッツ裁判を起こした検事フリッツ・バウアーらもナチ・ハンターとして紹介されているが、ナチス戦犯裁判は欧米各国で行われ、他にも多数の優れた検事が活躍したうえに、職業上の活動の一環としてのナチス戦犯追及は「歴史家・探偵・ロビイスト」としてのナチ・ハンターの個人的な（したがって時にはやや過激な）活動とは性質を異にすることから、検事等の司法関係者は狭義の「ナチ・ハンター」には含まれない。ナチ・ハンターはまた、ナチスで働いた経歴がありながら、戦後も政界などで重要な地位を占めていた人物について、逮捕には至らないまでも、その過去を暴き、要職に就くことを阻止するためのロビー活動を行っている。

## 主なナチ・ハンター

### サイモン・ウィーゼンタール

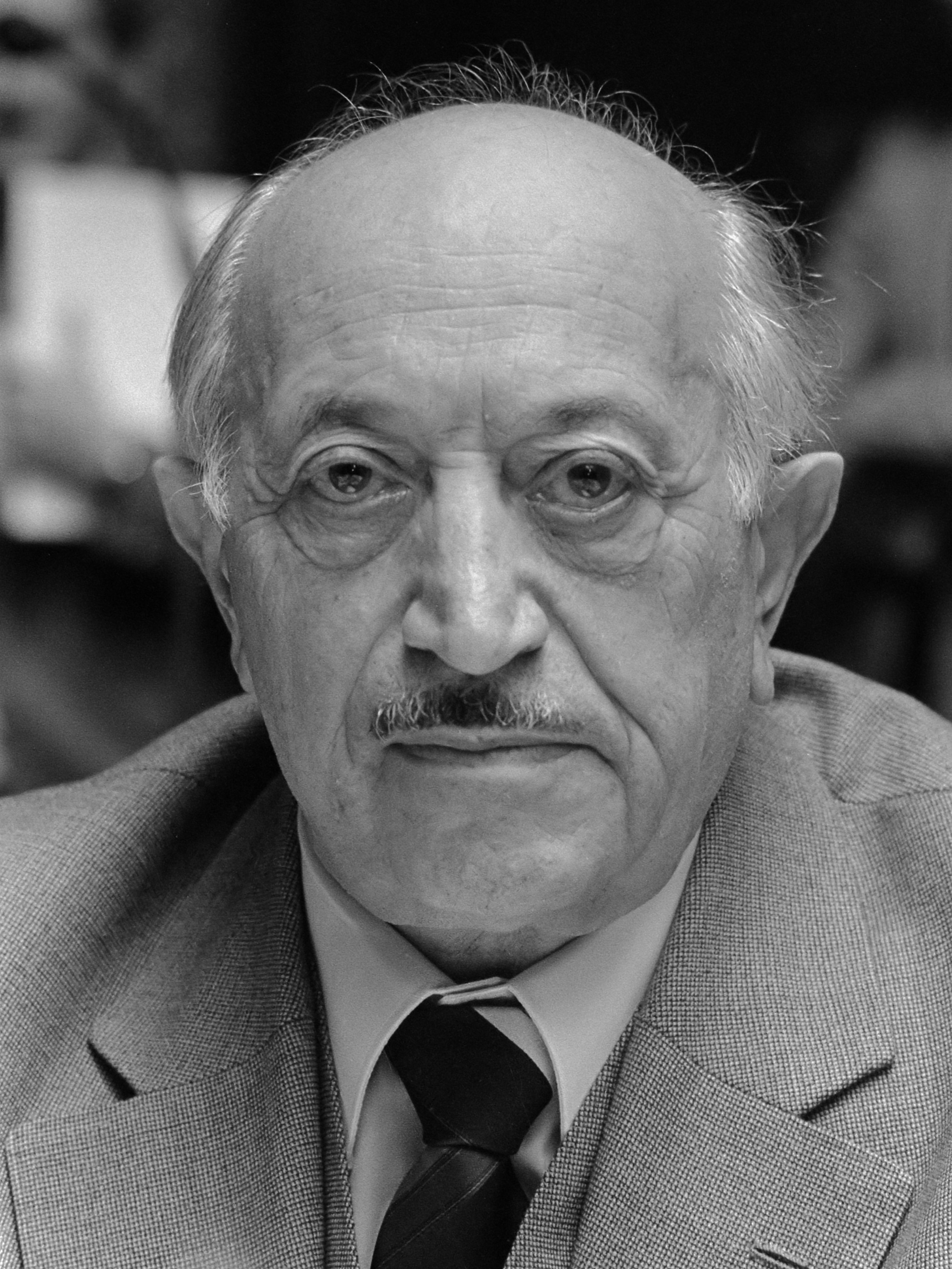
サイモン・ウィーゼンタール (1982)

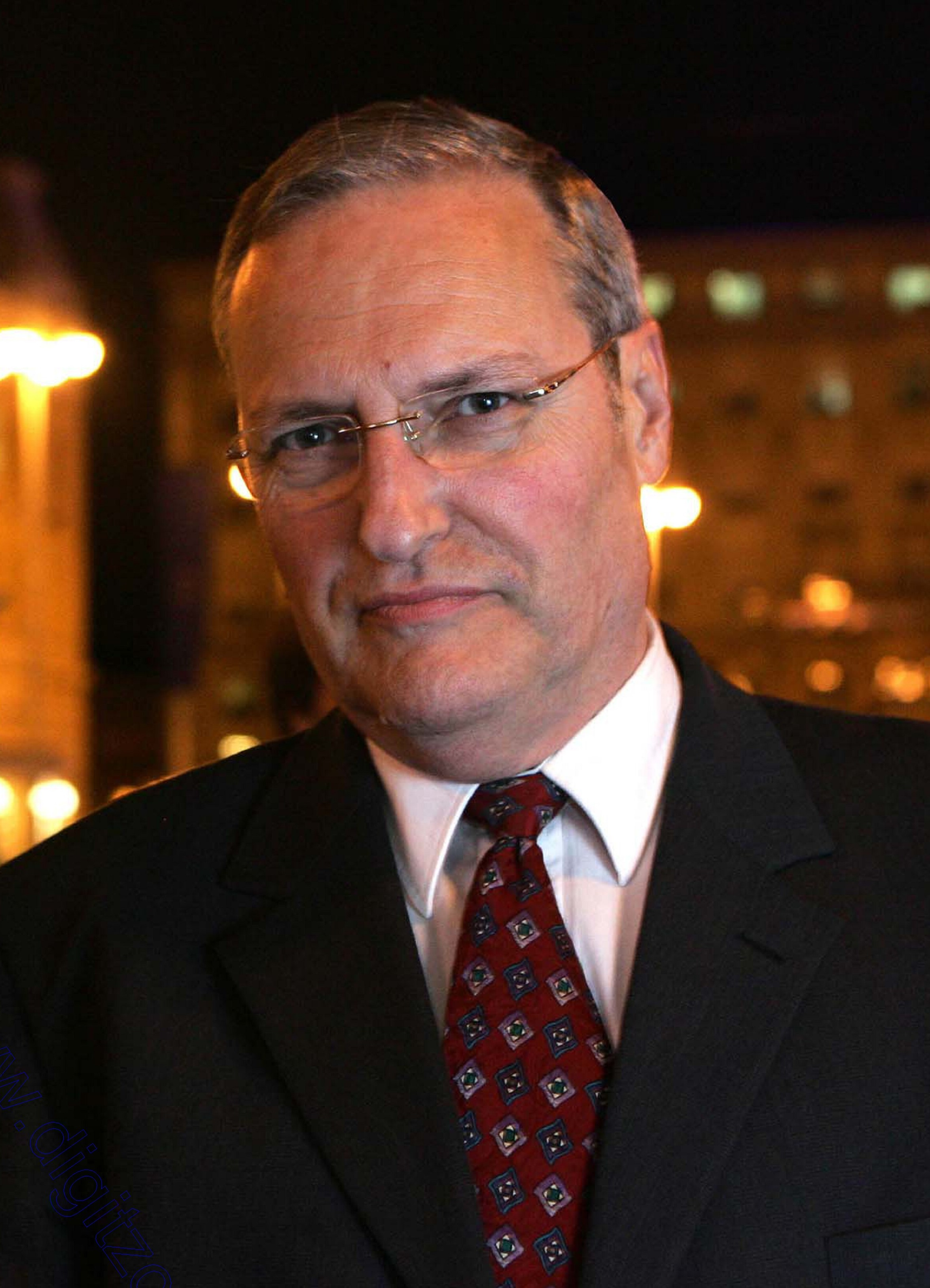
エフライム・ズロフ (2007)

ヴィーゼンタール (1908 - 2005) は彼がウィーンに設立したユダヤ人迫害記録センターの資料に基づいて、特に、ゲシュタポのユダヤ人移送局長官でアウシュヴィッツ強制収容所へのユダヤ人大量移送に関与した元親衛隊中佐アドルフ・アイヒマンの情報を収集し、イスラエル諜報特務庁に提供したことで知られる（1961年、死刑判決）。また、ソビブル絶滅収容所・トレブリンカ強制収容所所長であった元親衛隊大尉フランツ・シュタングル、ラーフェンスブリュック強制収容所・マイダネク強制収容所の元所長ヘルミーネ・ブラウンシュタイナー、アウシュヴィッツ強制収容所で人体実験を行った元親衛隊大尉ヨーゼフ・メンゲレらの戦犯者を追い続けた。さらに、1970年代には元ナチス突撃隊将校のクルト・ヴァルトハイムなど、ナチス戦犯に関与したオーストリア人官僚の過去を暴露した。1977年、ロサンゼルスにサイモン・ウィーゼンタール・センターが設立された。ウィーゼンタールに因んで命名された同センターにはホロコーストに関する記録が保管されており、エフライム・ズロフ所長を中心に、ナチス戦犯追及のための情報収集・提供活動を行っている。

### クラルスフェルト夫妻

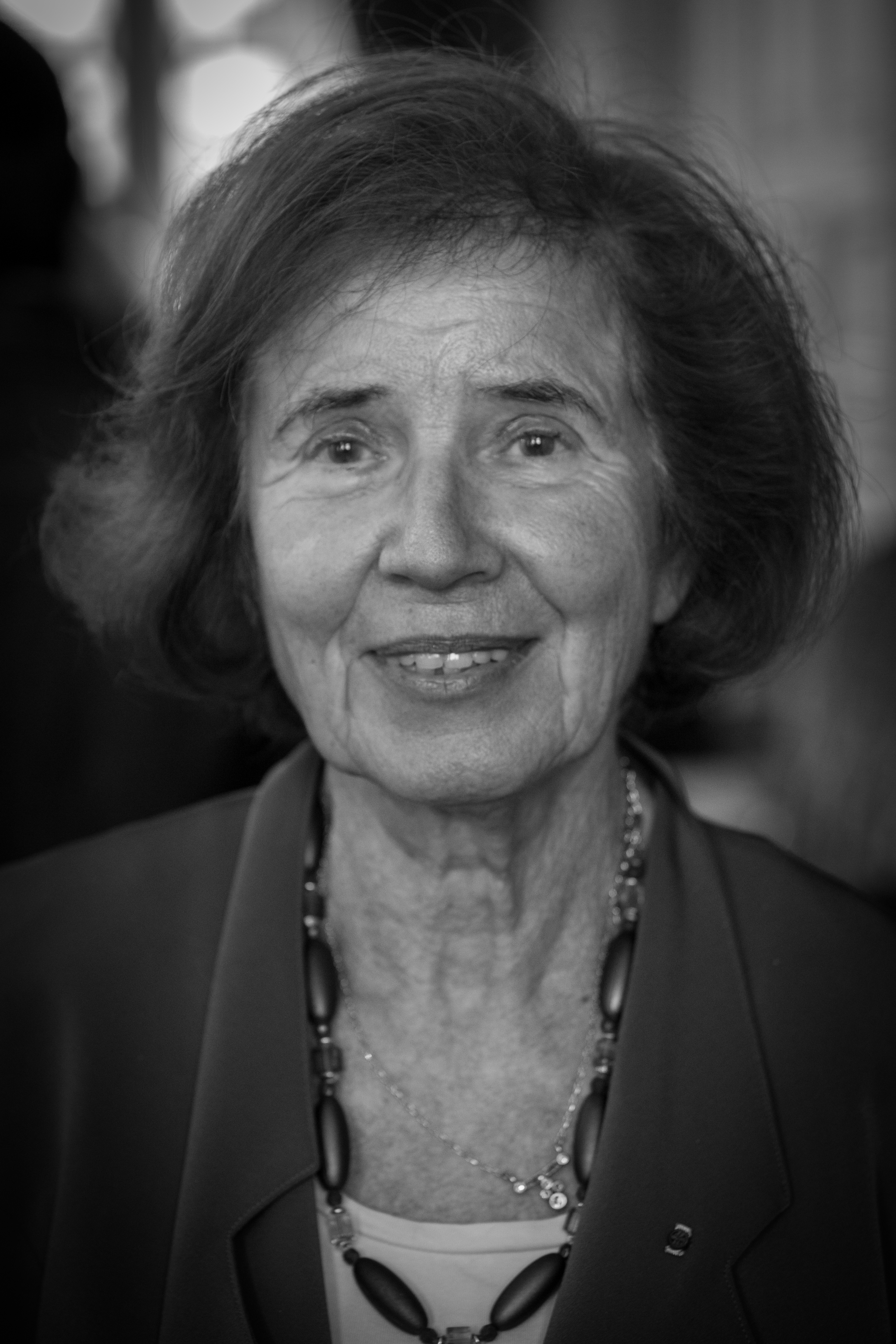
ベアテ・クラルスフェルト (2015)

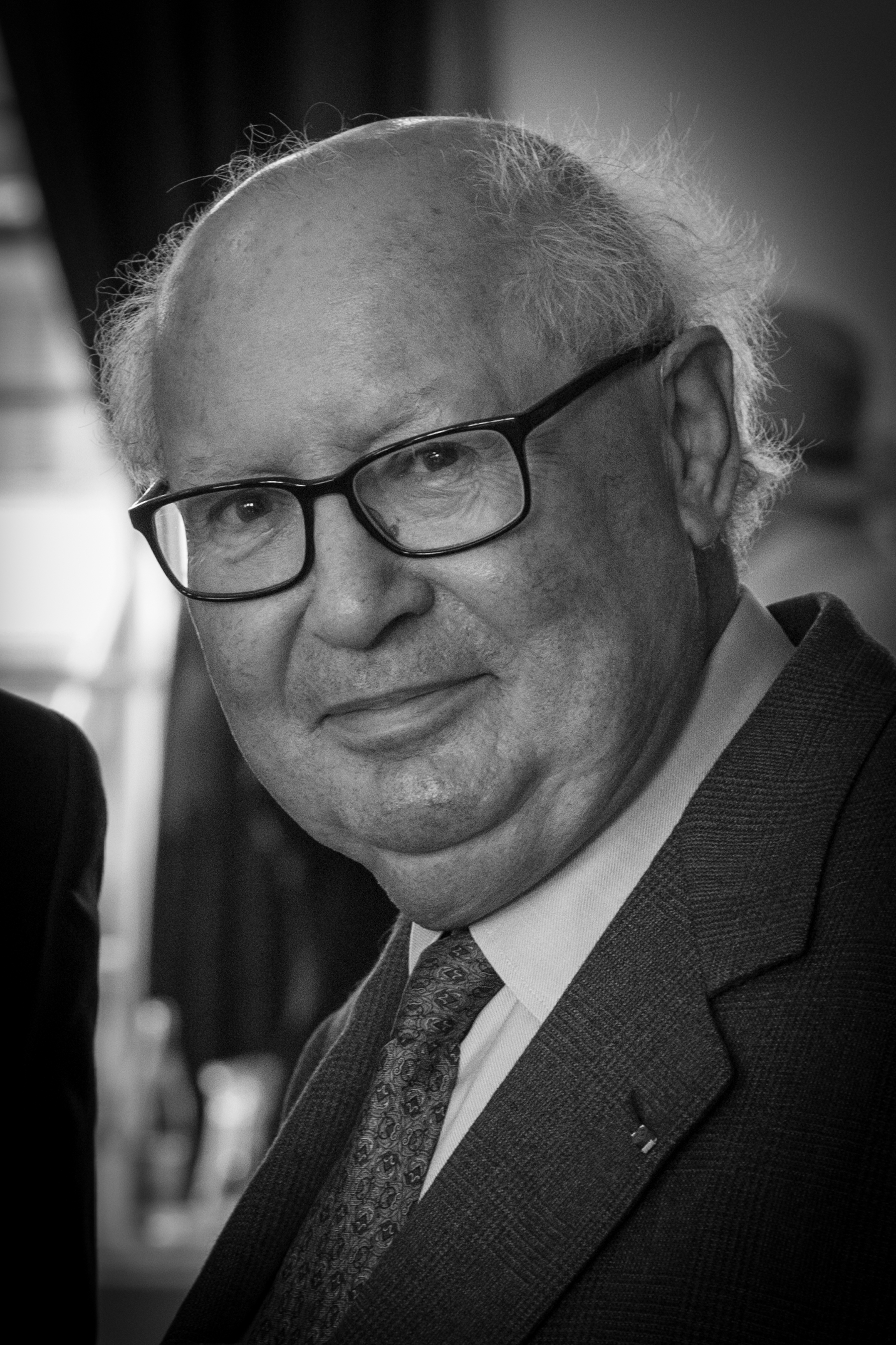
セルジュ・クラルスフェルト (2015)

ベアテ・クラルスフェルト (1939 -)、セルジュ・クラルスフェルト (1935 -) の夫妻は、すでに戦時中からイサック・シュネルソンらによってひそかに収集されていたショア記念館の現代ユダヤ資料センター (CDJC) の資料に基づいて、特に、フランスのユダヤ人数千人の検挙と強制移送を主導した元親衛隊中佐クルト・リシュカ、フランスのボルドーおよびパリのユダヤ人一斉検挙を主導した元親衛隊少佐ヘルベルト・ハーゲンらを捜しだし、逮捕・裁判にこぎつけた。
また、「リヨンの屠殺人」と呼ばれた元親衛隊大尉クラウス・バルビーが「クラウス・アルトマン」という偽名を使ってボリビアにいることを突き止め、独仏および欧州連合の司法当局に身柄引き渡し要求を行うよう働きかけ（1987年、終身禁錮刑）、アドルフ・アイヒマンの副官で、フランスでは特に1944年7月のユダヤ人一斉検挙の一環として、子供たちの名簿作成・検挙を主導した元親衛隊大尉のアロイス・ブルンナーを捜して度々シリアに渡り、住所を突き止めた。フランス政府とドイツ政府はこの情報に基づいて、シリア政府にブルンナー引渡しを要求したが、身柄拘束には至らなかった。
ベアテ・クラルスフェルトはこの他にも、ドイツ政界の重要人物のナチス党員としての過去を暴露したこと、およびナチスで働いた経歴があるドイツキリスト教民主同盟 (CDU) 党首クルト・ゲオルク・キージンガーに平手打ちを食らわせたのことで知られる。

### トゥビア・フリードマン
ポーランド生まれのイスラエル人であるフリードマン (1922 - 2011) は、主にアイヒマンの逮捕に貢献し、ハイファにナチス戦争犯罪資料館を設立した。

### イアン・セイヤー
歴史学者のイアン・セイヤー (1945 -) は、特にナチス武装親衛隊の将校として第1SS装甲師団（LSSAH）などの指揮を執ったヴィルヘルム・モーンケの捜査を行い、『ヒトラーの最後の将官 ― ヴィルヘルム・モーンケに対する訴え (Hitler's Last General: The Case Against Wilhelm Mohnke)』出版した。また、ナチス・ドイツを中心に第二次世界大戦について膨大な資料を収集してイアン・セイヤー・アーカイブ（資料庫）を構築し、帝国戦争博物館や歴史学者らに情報を提供している。

### ヤーロン・スヴォレイ
イスラエル軍で落下傘部隊に所属、その後警察勤務を経て、ジャーナリストとして活躍しているスヴォレイ (1954 -) は、特にイタリアで起きた虐殺に関与した元親衛隊大尉エーリヒ・プリーブケの捜索を行った（1998年、終身刑判決）。また、ドイツのネオナチ組織に潜入し、その実態を暴き出した『ヒトラーズシャドウ』および『スナッフ・フィルム追跡』で知られる。

### エリオット・ウェルズ
長年、ブナイ・ブリス名誉毀損防止同盟のタスクフォースを率いていたウェルズ (1927 - 2006) は、特に、ドイツ占領下のラトヴィアのレーゼクネの警察署長としてナチスに協力し、ラトヴィア人逮捕命令を下した（うち200人殺害）ボレスワフ・マイコフスキに関する情報収集・捜索を行った（マイコフスキは1965年にソビエト連邦で欠席裁判により死刑宣告を受けたが、米国で逃亡生活を続け、1990年に86歳でようやくドイツで法廷にかけられたが健康状態悪化のため1994年に中断され、2年後に死亡した）。また、戦後40年以上にわたってアルゼンチンで逃亡生活を送っていた元親衛隊隊員・強制収容所所長のヨーゼフ・シュヴァムベルガーの情報を収集し、行方を突き止めた（1992年、終身刑判決）。

## ナチ・ハンターの捜索により行方を突き止められたナチス戦犯者
- アドルフ・アイヒマン
- クラウス・バルビー
- ヨーゼフ・メンゲレ
- エドゥアルト・ロシュマン
- エーリヒ・プリーブケ
- ボレスワフ・マイコフスキ（英語版、ドイツ語版）
- ヨーゼフ・シュヴァムベルガー（ドイツ語版）
- ディンコ・サキク（英語版）
- グスタフ・ワーグナー
- ポール・トゥヴィエ
- ヘルベルトス・ツクルス
- クルト・リシュカ
- ヘルベルト・ハーゲン
- フランツ・シュタングル
- ヘルミーネ・ブラウンシュタイナー（英語版、ドイツ語版）
- カール・フレンツェル

## 関連する映像作品
- 『Nazi Hunters』 - 2009年放映のドキュメンタリー。イギリス制作。全13話。ナレーションはアリスデール・シンプソン[13]。
- 『Nazi Hunters』 - 2010年～11年放映のドキュメンタリードラマ。カナダ制作。全8話[14]。
- 『ナチ・ハンターズ』 - 2020年配信のドラマシリーズ。アメリカ合衆国制作。全10話。原題は「Hunters」。ナチ・ハンターを題材に取り上げているが、ストーリーの設定はフィクションである。